# 雕具座δ
雕具座δ，又名CD-45 1567，HD 28873、SAO 216850、HR 1443，是雕具座的一颗恒星，视星等为5.07，位于銀經250.37，銀緯-43.22，其B1900.0坐标为赤經4h 27m 46.3s，赤緯-45° -43.22′ 6″。